# Zwrotnica sieciowa

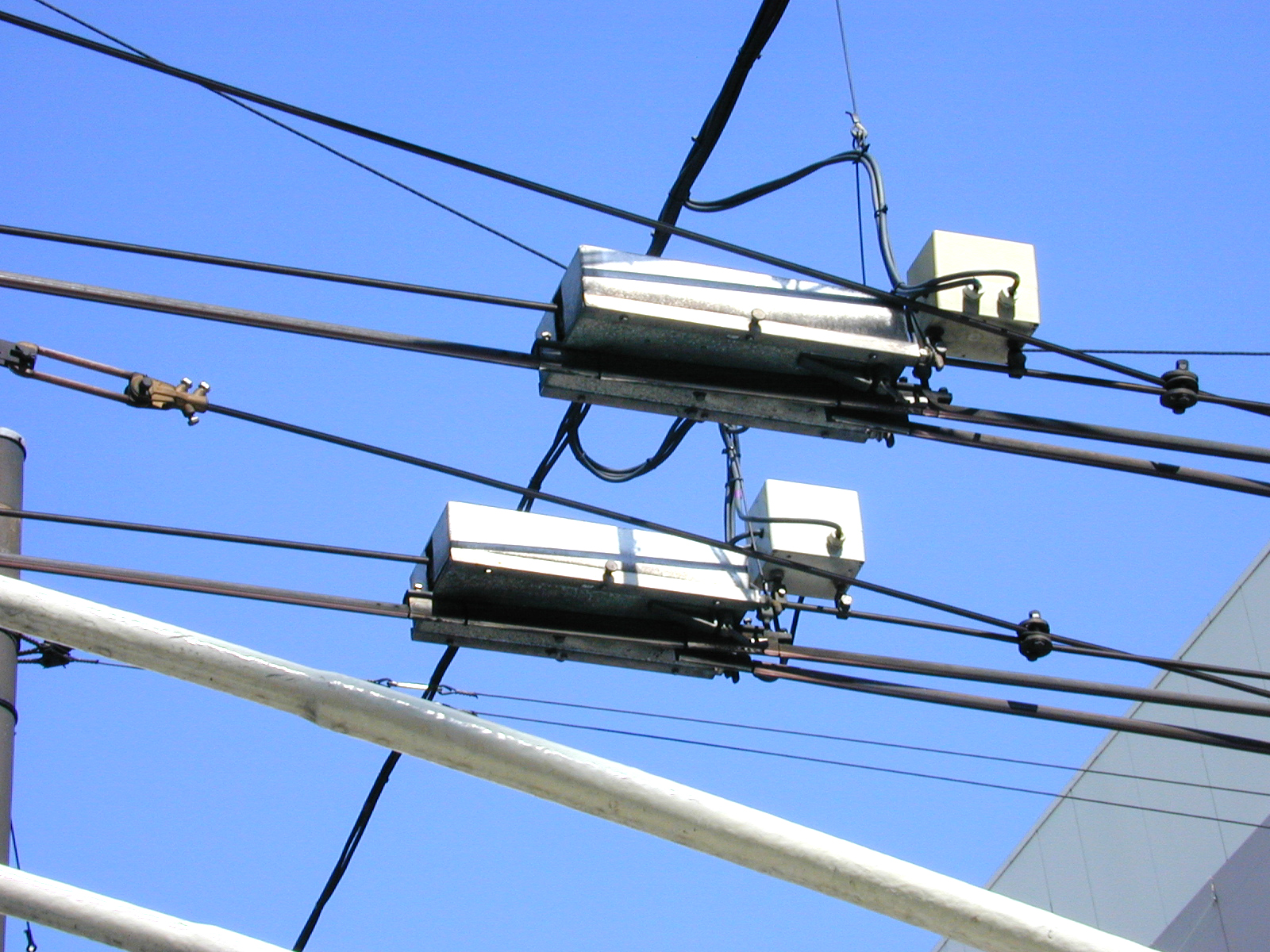
Zwrotnica sieciowa

Zwrotnica sieciowa – urządzenie montowane na sieci trakcyjnej w systemach, w których stosowane są odbieraki ze ślizgaczami zapewniającymi nie tylko docisk, ale i prowadzenie po przewodzie trakcyjnym. Umożliwia – poprzez odpowiednie kierowanie i prowadzenie ślizgacza lub ślizgaczy odbieraka – zmianę kierunku jazdy pojazdu (jazda „na ostrze”). W sieciach wieloprzewodowych zapewnia także izolację elektryczną między przewodami wzajemnie oraz konstrukcją wsporczą.
Obecnie zwrotnice sieciowe używane są prawie wyłącznie na sieciach trolejbusowych.
Jest to urządzenie czynne (w przeciwieństwie do zjazdówki) i nastawne. Stosuje się różne sposoby sterowania zwrotnicami sieciowymi – zbliżone do sterowania zwrotnicami tramwajowymi (jazda „z prądem” i „bez prądu”, fale radiowe, podczerwień itp.).
Najczęściej stosuje się zwrotnice dwutorowe, ale istnieją też rozwiązania trójtorowe (rozgałęzienie jednego toru sieciowego na trzy tory).

## Galeria

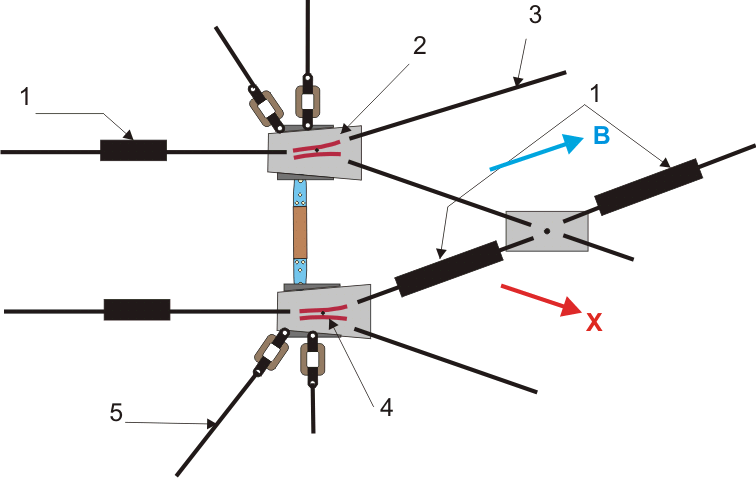
Działanie trolejbusowej zwrotnicy sieciowej
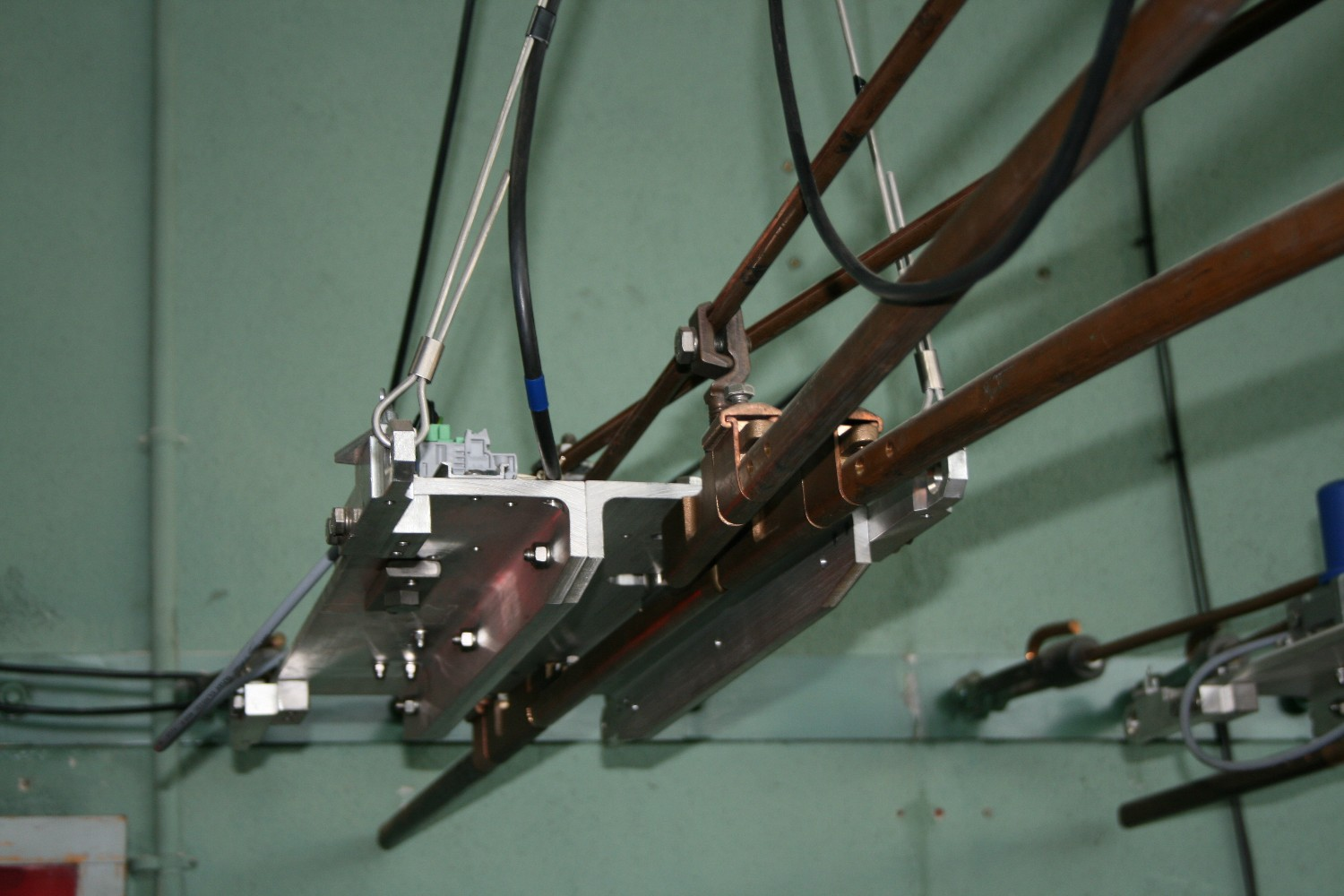
Zwrotnica sieciowa bez obudowy
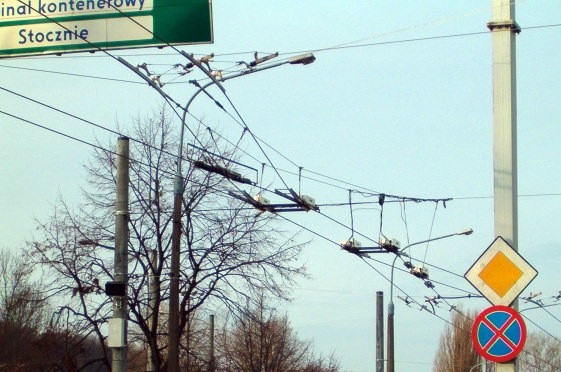
Zjazdówka i zwrotnica sieciowa (dalej)
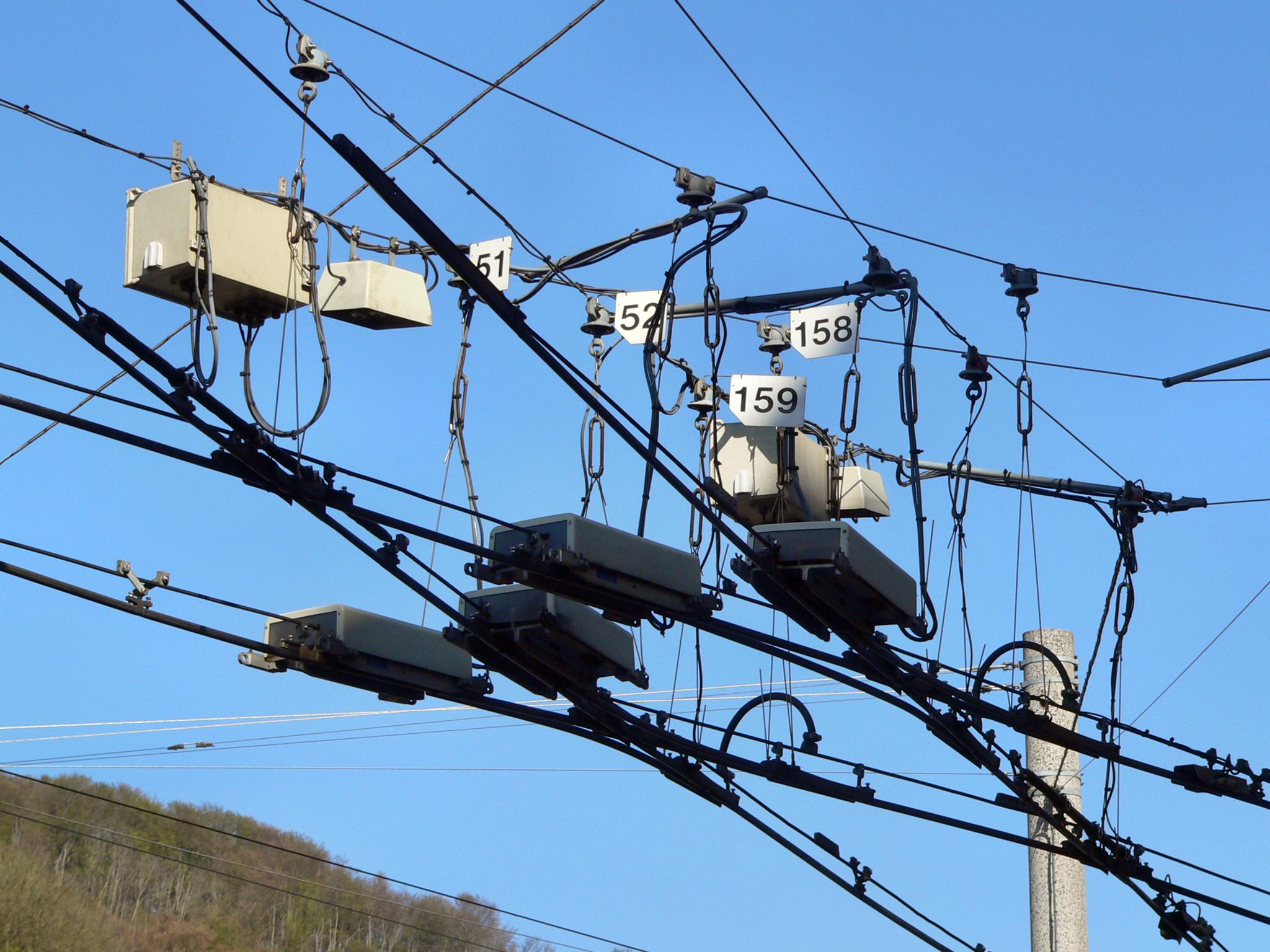
Zespół dwóch zwrotnic tworzących rozjazd